# Рощино (Пензенская область)
Рощино — село в Сердобском районе Пензенской области. Административный центр Рощинского сельсовета.

## География
Село расположено в юго-западной части области на расстоянии примерно в 5 километрах по прямой к западу-северо-западу от районного центра Сердобска.
Часовой пояс
Село Рощино как и вся Пензенская область, находится в часовой зоне МСК (московское время). Смещение применяемого времени относительно UTC составляет +3:00.

## Население
| 1979 | 1989  | 1996  | 2002  | 2010  |
| ---- | ----- | ----- | ----- | ----- |
| 1659 | ↘1549 | ↗1851 | ↘1718 | ↘1514 |

Национальный состав
Согласно результатам переписи 2002 года, в национальной структуре населения русские составляли 93 % из 1718 чел..